# Ontherus kirschii
Ontherus kirschii là một loài bọ cánh cứng trong họ Bọ hung (Scarabaeidae).